# Hund och Anka
Hund och Anka, engelska: Dog and Duck, är en brittisk TV-serie som producerades och sändes på den brittiska TV-kanalen CITV åren 2000–2003.
Serien utspelar sig i ett hus där barnens gosedjur föreställande en hund på en vagn med hjul och en gul anka som börjar få liv när barnen lämnar huset för att gå ut. Leksakerna börjar då att utforska huset och får uppleva mycket med sina vänner; ett piano som börjar leva och kan lösa problem, en elefant som de också pratar med och en TV som visar olika filmer för dem.
Serien visades bland annat som barnprogram på SVT:s Bolibompa i början av 2000-talet och har visats i repris på Barnkanalen.